# Roman Kierpacz
Roman Kierpacz (* 5. Februar 1961 in Siemianowice Śląskie, Woiwodschaft Schlesien) ist ein ehemaliger polnischer Ringer. Er war Vize-Weltmeister 1987 und Europameister 1980 und 1985 im griechisch-römischen Stil im Papier- bzw. Fliegengewicht.

## Werdegang
Roman Kierpacz begann im Alter von 10 Jahren mit dem Ringen. Er gehörte dem Sportverein GKS Katowice an und erlernte den Beruf eines Elektromonteurs. Im Verein wurde er von Stanislaw Turos, Jan Adamaszek und Antoni Masternak trainiert. In der Nationalmannschaft kam noch Stanislaw Krzesinsiki als Trainer hinzu. Er rang ausschließlich im griechisch-römischen Stil. Als Erwachsener startete er bei einer Größe von 1,56 Metern zunächst im Papiergewicht (bis 48 kg Körpergewicht), wuchs aber ab 1981 in das Fliegengewicht (bis 52 kg Körpergewicht) hinein.
Roman Kierpacz, ein brillanter Techniker, körperlich und mental stark, begann seine internationale Ringerkarriere mit Erfolgen im Juniorenbereich. 1978 belegte er bei der Junioren-Europameisterschaft (Espoirs) in Oulu im Papiergewicht hinter Totju Andonow aus Bulgarien und Timor Taimuras Kasaraschwili, UdSSR. Er startete im gleichen Jahr aber mit 17 Jahren auch schon bei der Weltmeisterschaft der Senioren in Mexiko-Stadt und gewann auch dort im Papiergewicht eine Bronzemedaille. Er siegte dabei über Salih Bora aus der Türkei, dem Vize-Weltmeister von 1977 und Todor Guntschew aus Bulgarien, während er gegen Yoshiteru Horiwaki aus Japan und Constantin Alexandru aus Rumänien unterlag.
1979 startete er bei der Europameisterschaft der Senioren in Bukarest und kam dort zu Siegen über Dietmar Hinz aus der DDR und Vincenzo Maenza aus Italien. Gegen Constantin Alexandru und Anatoli Bosin aus der UdSSR unterlag er und kam damit auf den 5. Platz. Im gleichen Jahr startete er noch bei der Junioren-Weltmeisterschaft in Haparanda im Fliegengewicht und kamt dort hinter Benur Paschajan aus der UdSSR und Nikolai Widow aus Bulgarien auf den 3. Platz.
1980 feierte Roman Kierpacz bei der Europameisterschaft in Prievidza im Papiergewicht den ersten ganz großen Erfolg seiner Laufbahn. Er wurde mit Siegen über Weltmeister Constantin Alexandru, Uwe Baumann, DDR, Freddy Scherer, BRD, Saksylik Uschkempirow, Sowjetunion und Totju Andonow aus Bulgarien auf sensationelle Art und Weise Europameister und besiegte dabei mit Saksylik Uschkempirow auch den baldigen Olympiasieger von 1980 dieser Gewichtsklasse. Bei der kurz danach stattfindenden Europameisterschaft der Junioren (Espoirs) in Bursa startete er wieder im Fliegengewicht und musste sich dort mit dem 5. Platz zufriedengeben. Eine große Enttäuschung erlebte er auch bei den Olympischen Spielen 1980 in Moskau, denn er unterlag dort gegen Ferenc Seres aus Ungarn und Saksylik Uschkempirow und landete damit nur auf dem 8. Platz.
Nach seinem endgültigen Wechsel in das Fliegengewicht startete Roman Kierpacz 1981 bei der Weltmeisterschaft in Oslo. Dort gelang ihm nur ein Sieg über den Lokalmatadoren Jon Rønningen. Gegen Lajos Rácz aus Ungarn und Ljubomir Zenkow aus Bulgarien verlor er und belegte den 7. Platz. 1982 war er nur bei der Europameisterschaft in Warna am Start, wo er hinter Benur Paschajan und Marian Stefan aus Rumänien den 3. Platz belegte und damit eine weitere Medaille gewann.
Den gleichen Platz belegte er auch bei der Europameisterschaft 1983 in Belgrad. Hier platzierte er sich hinter Lajos Rácz und Sergei Djudajew aus der UdSSR. Mladen Mladenow aus Bulgarien und Constantin Alexandru verwies er dabei auf die Plätze 4 und 5. Bei der Weltmeisterschaft 1983 in Kiew reichte es für ihn nur zum 5. Platz, womit er eine Medaille verfehlte. Ein schlechtes Jahr wurde 1984 für Roman Kierpacz. Wegen einer Verletzung konnte er bei der Europameisterschaft nicht teilnehmen und auch bei den Olympischen Spielen in Los Angeles konnte er wegen des Boykotts dieser Spiele durch die damaligen Ostblockstaaten nicht an den Start gehen.
Es war daher mehr als nur ein Trost für ihn, dass er 1985 in Leipzig wiederum Europameister im Fliegengewicht wurde. Er verwies dabei Misait Tasetdinow aus der UdSSR, Walentin Krumow aus Bulgarien, Tibor Jankovics aus der Tschechoslowakei und Mihai Cișmaș aus Rumänien auf die Plätze. Bei der Weltmeisterschaft 1985 in Kolbotn bei Oslo besiegte er u. a. Bernd Scherer aus der Bundesrepublik Deutschland, eine Niederlage gegen Jon Rønningen warf ihn aber auf den 5. Platz zurück.
Das Jahr 1986 verlief fast genauso wie das Jahr 1985. Bei der Europameisterschaft war Roman Kierpacz nicht am Start und bei der Weltmeisterschaft dieses Jahres in Budapest kam er nur auf den 6. Platz. Es siegte dort Sergei Djudajew vor Jon Rønningen. Sehr erfolgreich war er noch einmal im Jahre 1987. Er belegte in diesem Jahr zunächst bei der Europameisterschaft in Tampere hinter Andrij Kalaschnykow aus der UdSSR und Csaba Vadász aus Ungarn den 3. Platz und im Herbst dieses Jahres wurde er in Clermont-Ferrand hinter dem Kubaner Pedro Roque Favier sogar Vize-Weltmeister. Er ließ dabei Alexander Ignatenko aus der UdSSR, Serge Robert aus Frankreich und Walentin Krumow aus Bulgarien hinter sich.
1988 versuchte Roman Kierpacz dann zum zweiten Mal bei den Olympischen Spielen eine Medaille zu gewinnen. In Seoul schaffte er aber nur einen 5. Platz im Fliegengewicht hinter Jon Rønningen, Atsuji Miyahara aus Japan, Lee Jaek-suk, Südkorea und Alexander Ignatenko.
Danach beendete Roman Kierpacz seine internationale Ringerlaufbahn. Er ging in die Bundesrepublik Deutschland und rang dort noch viele Jahre für den KSV Germania Aalen in der deutschen Bundesliga. Nach Beendigung seiner Laufbahn als aktiver Ringer wirkte er als Nachwuchstrainer beim KSV Aalen und wohnte in Wasseralfingen.

## Internationale Erfolge
| Jahr | Platz | Wettbewerb                                                   | Gewichtsklasse | |
| ---- | ----- | ------------------------------------------------------------ | -------------- | --- |
| 1978 | 3.    | Junioren-EM (Espoirs) in Oulu                                | Papier         | hinter Totju Andonow, Bulgarien u. Timor Taimuras Kasaraschwili, UdSSR                                                                   |
| 1978 | 3.    | Großer Preis der Bundesrepublik Deutschland in Aschaffenburg | Papier         | hinter Constantin Alexandru, Rumänien u. Wladimir Schatumow, UdSSR, vor Dimitri Dudew, Bulgarien u. Jürgen Kleer, BRD                    |
| 1978 | 3.    | WM in Mexiko-Stadt                                           | Papier         | mit Siegen über Salih Bora, Türkei u. Todor Guntschew, Bulgarien u. Niederlagen gegen Yoshiteru Horiwaki, Japan und Constantin Alexandru |
| 1979 | 4.    | Klippan-Turnier                                              | Papier         | hinter Pawel Christow, Bulgarien, Totju Andonow, Bulgarien u. Mansson, Schweden                                                          |
| 1979 | 5.    | EM in Bukarest                                               | Papier         | mit Siegen über Dietmar Hinz, DDR u. Vincenzo Maenza, Italien und Niederlagen gegen Constantin Alexandru u. Anatoli Bosin, UdSSR         |
| 1979 | 2.    | Großer Preis der BRD in Aschaffenburg                        | Papier         | hinter Constantin Alexandru, vor Fumikazu Sasaki, Japan u. Anatoli Bosin, UdSSR                                                          |
| 1979 | 3.    | Junioren-WM in Haparanda                                     | Fliegen        | hinter Benur Paschajan, UdSSR u. Nikolai Widow, Bulgarien, vor Taisto Halonen, Finnland                                                  |
| 1980 | 1.    | Turnier in Västerås                                          | Papier         | vor Reijo Haaparanta, Finnland u. Kent Andersson, Schweden                                                                               |
| 1980 | 1.    | EM in Prievidza                                              | Papier         | mit Siegen über Constantin Alexandru, Uwe Baumann, DDR, Freddy Scherer, BRD, Saksylik Uschkempirow, UdSSR und Totju Andonow              |
| 1980 | 3.    | Großer Preis der BRD in Aschaffenburg                        | Papier         | hinter Constantin Alexandru u. Bernd Scherer, BRD, vor Kent Andersson u. Ferenc Seres, Ungarn                                            |
| 1980 | 5.    | Junioren-EM (Espoirs) in Bursa                               | Fliegen        | hinter Iwan Kukuschkin, UdSSR, Nikolai Widow, Laszlo Zorga, Jugoslawien u. Erol Kemah, Türkei, vor Heiko Röll, DDR                       |
| 1980 | 8.    | OS in Moskau                                                 | Papier         | nach Niederlagen gegen Ferenc Seres u. Saksylik Uschkempirow                                                                             |
| 1981 | 1.    | „Wladislaus-Pytlasinski“-Turnier in Warschau                 | Fliegen        | vor Wroblewski, Polen und Ralf Keller, DDR                                                                                               |
| 1981 | 7.    | WM in Oslo                                                   | Fliegen        | nach Niederlage gegen Lajos Rácz, Ungarn, Sieg über Jon Rønningen, Norwegen und Niederlage gegen Ljubomir Zenkow, Bulgarien              |
| 1982 | 3.    | EM in Warna                                                  | Fliegen        | hinter Benur Paschajan, UdSSR u. Marian Stefan, Rumänien, vor Lajos Rácz und Erol Kemah                                                  |
| 1982 | 3.    | Großer Preis der BRD in Freiburg                             | Fliegen        | hinter Benur Paschajan u. Hans Eglseer, BRD                                                                                              |
| 1983 | 1.    | Klippan-Turnier                                              | Fliegen        | vor Ralf Keller u. Mladen Mladenow, Bulgarien                                                                                            |
| 1983 | 3.    | „Wladislaus-Pytlasinski“-Turnier in Warschau                 | Fliegen        | hinter Romanjuk, UdSSR u. Lars Rønningen                                                                                                 |
| 1983 | 3.    | EM in Budapest                                               | Fliegen        | hinter Lajos Rácz u. Sergei Djudajew, UdSSR, vor Mladen Mladenow u. Constantin Alexandru                                                 |
| 1983 | 5.    | WM in Kiew                                                   | Fliegen        | hinter Benur Paschajan, Erol Kemah, Ljubomir Zenkow u. Taisto Halonen                                                                    |
| 1985 | 1.    | EM in Leipzig                                                | Fliegen        | vor Misait Tasetdinow, UdSSR, Walentin Krumow, Bulgarien, Tibor Jankovics, ČSSR u. Mihai Cișmaș, Rumänien                                |
| 1985 | 5.    | WM in Kolbotn                                                | Fliegen        | hinter Jon Rønningen, Misait Tasetdinow, Mihai Cișmaș u. Atsuji Miyahara, Japan                                                          |
| 1986 | 6.    | WM in Budapest                                               | Fliegen        | hinter Sergei Djudajew, Jon Rønningen, Atsuji Miyahara, Walentin Krumow u. Tibor Jankovics                                               |
| 1987 | 4.    | Grand-Prix-Turnier in Budapest                               | Fliegen        | hinter Walentin Krumow, Csaba Vadász, Ungarn u. Serge Robert, Frankreich                                                                 |
| 1987 | 3.    | EM in Tampere                                                | Fliegen        | hinter Andrij Kalaschnykow, UdSSR u. Csaba Vadász, vor Walentin Krumow, Bulgarien u. Tibor Jankovics                                     |
| 1987 | 2.    | WM in Clermont-Ferrand                                       | Fliegen        | hinter Pedro Roque Favier, Kuba, vor Alexander Ignatenko, UdSSR, Serge Robert u. Walentin Krumow                                         |
| 1987 | 1.    | FILA-Grand-Prix-Gala in Budapest                             | Fliegen        | vor Walentin Krumow, Pedro Roque Favier, Serge Robert u. Csaba Vadász                                                                    |
| 1988 | 5.    | OS in Seoul                                                  | Fliegen        | hinter Jon Rønningen, Atsuji Miyahara, Lee Jaek-suk, Südkorea u. Alexander Ignatenko                                                     |

Anm.: alle Wettbewerbe im griechisch-römischen Stil, OS = Olympische Spiele, WM = Weltmeisterschaft, EM = Europameisterschaft, Papiergewicht, damals bis 48 kg, Fliegengewicht, damals bis 52 kg Körpergewicht

## Polnische Meisterschaften
Roman kierpacz wurde in den Jahren 1979, 1981 bis 1985, 1987 u. 1988 polnischer Meister im griechisch-römischen Stil im Papier- bzw. Fliegengewicht.